# Arseny Tarkovski
Arseny Alexandrovich Tarkovsky (Арсений Александрович Тарковский, em russo; Elisavetgrad, 25 de Junho de 1907 — Moscou, 27 de Maio de 1989) foi um poeta e tradutor russo, pai do conhecido realizador Andrei Tarkovsky.

## Biografia
Tarkovsky nasceu em Elisavetgrad, Império Russo (atualmente Kropyvnytskyi, Ucrânia). Seu pai, Aleksandr Tarkovsky (em polonês: Alexander Tarkowski) era um bancário, revolucionário russo (Narodnik) e ator amador de origem polonesa, e sua mãe era Maria Danilovna Rachkovskaya. Em 1921, Tarkovsky e seus amigos publicaram um poema que continha um acróstico sobre Lenin. Foram presos e enviados para Nikolayev para serem executados. Tarkovsky foi o único que conseguiu escapar.

### Carreira

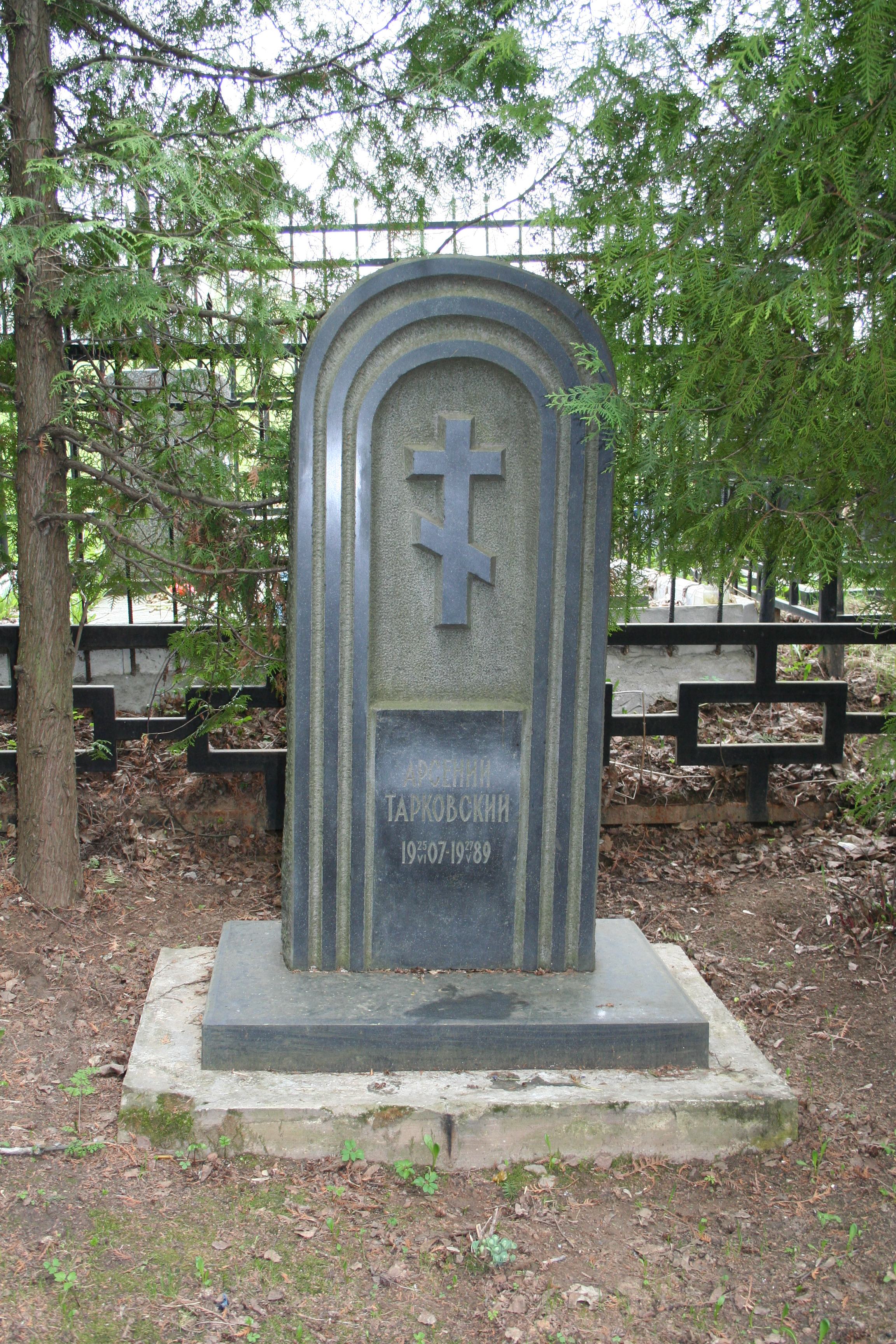
Sepultura de Tarkovsky no cemitério de Peredelkino

Em 1924, mudou-se para Moscou, e de 1924 a 1925 trabalhou para um jornal para trabalhadores ferroviários chamado "Gudok", onde conseguiu uma seção editorial escrita no verso. Entre 1925 e 1929 estudou literatura na universidade em Moscou. Na época, traduzia poesia dos seguintes idiomas: turcomano, georgiano, armênio e árabe.
Durante a Segunda Guerra Mundial, voluntariou-se como correspondente de guerra no jornal de guerra Boevaya Trevoga. Feriu-se em ação em 1943. A ferida na perna causou gangrena gasosa e Tarkovsky teve que sofrer seis amputações graduais.

## Livros
Apenas após os 50 anos de idade, Arseny publicou os seus nove livros:
- Перед снегом - Before snow (1962);
- Земле земное - Earthly to Earth (1966);
- Вестник - Messenger (1969);
- Стихотворения - Verses (1974);
- Зимний день - Winter Day (1980);
- Избранное - Selected works (1982);
- Стихи разных лет - Verses of different years (1983) - compilação;
- От юности до старости - From Youth to Senility (1987);
- Благословенный Свет - The Blessed Light (1993 - postumamente).

Grande parte da sua vida foi vivida em Moscovo onde morreu em 27 de Maio de 1989.